# NK 돔잘레
NK 돔잘레(NK Domžale)는 슬로베니아의 축구 클럽이다. 현재 이 팀은 슬로베니아 1부 리그에 참가하고 있다.
돔잘레는 1921년에 설립되었다. 현재의 경기장인 스포르트니 파크는 1948년에 지어졌다. 1997년부터 1998년까지 현대화작업을 거쳤다.
돔잘레는 2002-03시즌에 2부리그 1위를 차지하며 승격하였다. 2003-04시즌부터 점차 순위가 상승하여 2006-07시즌엔 리그 우승을 차지하였다. 이번 우승은 슬로베니아가 독립한 뒤의 축구 리그에서 네 번째로 우승한 팀이 되는 것이다.
2005-06시즌에는 UEFA 컵 1,2차 예선을 통과하여 1라운드까지 진출하기도 하였다.

## 역대 성적
- 슬로베니아 1부 리그

우승 : 2006-07, 2007-08
- 슬로베니아 2부 리그

우승 : 2002-03
- 슬로베니아 컵

우승 : 2010–11, 2016–17

## 선수 명단

### 현역
참고: FIFA 자격 규정에 따라 소속된 국가대표팀 국기를 표시합니다. 선수는 복수의 FIFA 비회원국 국적을 가지고 있을 수 있습니다.
| 번호 | 포지션 | 국적       | 이름                   |
| ---- | ------ | ---------- | ---------------------- |
| 7    | FW     | 슬로베니아 | 다니옐 스텀            |
| 20   | DF     | 나이지리아 | 아브라함 은남디 은완코 |

| 번호 | 포지션 | 국적       | 이름           |
| ---- | ------ | ---------- | -------------- |
| 80   | MF     | 크로아티아 | 톰 알렌 톨리치 |

## 역대 감독
| 감독                | 임기        |
| ------------------- | ----------- |
| 미하일로 페트로비치 | 1999 ~ 2001 |